# فرانسيس باغلي
فرانسيس باغلي (بالإنجليزية: Frances Bagley)‏ هي نحّاتة أمريكية، ولدت في 7 أبريل 1946 في فايتيفيل في الولايات المتحدة.

## وصلات خارجية
- الموقع الرسمي